# Miss Universo 2013
Miss Universo 2013 è stata la sessantaduesima edizione del concorso di bellezza Miss Universo. Si è tenuto il 9 novembre 2013 presso il Crocus City Hall di Krasnogorsk, Russia. 
La statunitense Olivia Culpo, detentrice del titolo uscente ha incoronato la nuova Miss Universo Gabriela Isler del Venezuela alla fine dell'evento. 

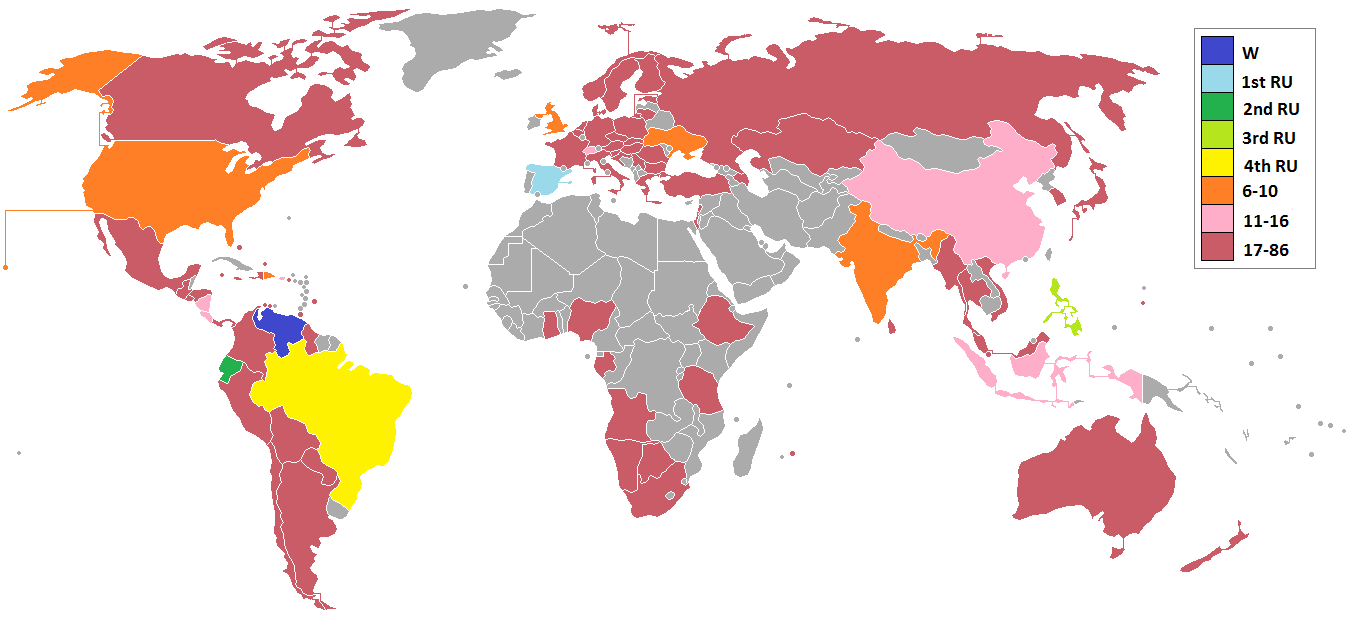
Risultati di Miss Universo 2013

## Risultati
| Risultato finale   | Concorrente |
| ------------------ | --- |
| Miss Universo 2013 | - Venezuela – Gabriela Isler |
| 2ª classificata    | - Spagna – Patricia Rodríguez |
| 3ª classificata    | - Ecuador – Constanza Báez |
| 4ª classificata    | - Filippine – Ariella Arida |
| 5ª classificata    | - Brasile – Jakelyne Oliveira |
| Top 10             | - India – Manasi Moghe - Regno Unito – Amy Willerton - Rep. Dominicana – Yaritza Reyes - Stati Uniti – Erin Brady - Ucraina – Olga Storozhenko                                 |
| Top 16             | - Cina – Jin Ye - Costa Rica – Fabiana Granados - Indonesia – Whulandary Herman - Nicaragua – Nastassja Bolívar - Porto Rico – Monic Pérez - Svizzera – Dominique Rinderknecht |

### Premi speciali
| Premio                | Concorrente                     |
| --------------------- | ------------------------------- |
| Best National Costume | - Nicaragua – Nastassja Bolívar |
| Miss Congeniality     | - Cina - Jin Ye                 |
| Miss Photogenic       | - Polonia - Paulina Krupińska   |

### Best in National Costume
| Risultati finali     | Concorrente                            |
| -------------------- | -------------------------------------- |
| Vincitrice           | - Nicaragua – Nastassja Bolívar        |
| Seconda classificata | - Trinidad e Tobago – Catherine Miller |
| Terza classificata   | - Russia – Elmira Abdrazakova          |
| Quarta classificata  | - Indonesia – Whulandary Herman        |
| Quinta classificata  | - Giappone – Yukimi Matsuo             |

## Giudici

### Fase preliminare
- Irina Agalarova – Icona della moda russa[6][7]
- Corinne Nicolas – veterana dell'industria dei modelli
- David Perozzi – Produttore e giornalista
- Alicia Quarles – Corrispondente di New York per E! News
- Gabriel Rivera-Barraza – Filantropo
- Jose Sariego – Vice presidente di Telemundo Media
- Elena Semikina – Miss Universo Canada 2010

### Fase finale
- Carol Alt – Attrice e modella statunitense[6][8]
- Italo Fontana – Fondatore di U-Boat Watches
- Filipp Kirkorov – Cantante russo
- Tara Lipinski – Ex-pattinatrice di figura
- Nobu Matsuhisa – Chef e ristoratore giapponese
- Farouk Shami – imprenditore palestino-statunitense
- Steven Tyler – Cantante degli Aerosmith[5]
- Anne Vyalitsyna – Modella e conduttrice russa[9]

## Musiche di sottofondo
- Musica di apertura: Clarity di Zedd featuring Foxes; Walking on Air di Anise K featuring Snoop Dogg and Bella Blue[10]
- Sfilata in costume da bagno: "Miss Jackson e I Write Sins Not Tragedies dei Panic! at the Disco (dal vivo)
- Sfilata in abito da sera: Amor e In Another Life di Emin (dal vivo)
- Final Look: A Little Party Never Killed Nobody (All We Got) di Fergie, Q-Tip e GoonRock
- Special Performance: Dream On di Steven Tyler (dal vivo)

## Concorrenti
| Nazione/territorio        | Concorso di provenienza        | Concorrente            | Età | Città               |
| ------------------------- | ------------------------------ | ---------------------- | --- | ------------------- |
| Angola                    | Miss Angola                    | Vaumara Rebelo         | 22  | Luanda              |
| Argentina                 | Miss Argentina                 | Brenda González        | 20  | Rosario             |
| Aruba                     | Miss Aruba                     | Stefanie Evangelista   | 24  | San Nicolaas        |
| Australia                 | Miss Australia                 | Olivia Wells           | 19  | Melbourne           |
| Austria                   | Miss Austria                   | Doris Hofmann          | 23  | Steyr               |
| Azerbaigian               | Miss Azerbaigian               | Aysel Manafova         | 23  | Baku                |
| Bahamas                   | Miss Bahamas                   | Lexi Wilson            | 22  | Nassau              |
| Belgio                    | Miss Belgio                    | Noémie Happart         | 20  | Liegi               |
| Birmania                  | Miss Birmania                  | Moe Set Wine           | 25  | Yangon              |
| Bolivia                   | Miss Bolivia                   | Alexia Viruez          | 19  | Santa Cruz          |
| Botswana                  | Miss Botswana                  | Tsaone Macheng         | 24  | Gaborone            |
| Brasile                   | Miss Brasile                   | Jakelyne Oliveira      | 20  | Mato Grosso         |
| Bulgaria                  | Miss Bulgaria                  | Veneta Krasteva        | 21  | Sofia               |
| Canada                    | Miss Canada                    | Riza Santos            | 27  | Calgary             |
| Cile                      | Miss Cile                      | María Jesús Matthei    | 21  | Santiago            |
| Cina                      | Miss Cina                      | Jin Ye                 | 25  | Pechino             |
| Colombia                  | Miss Colombia                  | Lucia Aldana           | 21  | Cali                |
| Corea                     | Miss Corea                     | Kim Yu-mi              | 23  | Seul                |
| Costa Rica                | Miss Costa Rica                | Fabiana Granados       | 23  | Guanacaste          |
| Croazia                   | Miss Croazia                   | Melita Fabečić         | 18  | Zagabria            |
| Curaçao                   | Miss Curaçao                   | Eline de Pool          | 19  | Willemstad          |
| Danimarca                 | Miss Danimarca                 | Cecilia Iftikhar       | 26  | Copenaghen          |
| Ecuador                   | Miss Ecuador                   | Constanza Báez         | 22  | Quito               |
| El Salvador               | Miss El Salvador               | Alba Delgado           | 22  | San Salvador        |
| Estonia                   | Miss Estonia                   | Kristina Karjalainen   | 24  | Tallinn             |
| Etiopia                   | Miss Etiopia                   | Mhadere Tigabe         | 19  | Addis Ababa         |
| Filippine                 | Miss Filippine                 | Ariella Arida          | 24  | Laguna              |
| Finlandia                 | Miss Finlandia                 | Lotta Hintsa           | 25  | Helsinki            |
| Francia                   | Miss Francia                   | Hinarani de Longeaux   | 23  | Tahiti              |
| Gabon                     | Miss Gabon                     | Jennifer Ondo          | 21  | Libreville          |
| Germania                  | Miss Germania                  | Anne-Julia Hagen       | 23  | Berlino             |
| Ghana                     | Miss Ghana                     | Hanniel Jamin          | 19  | Accra               |
| Giamaica                  | Miss Giamaica                  | Kerrie Baylis          | 25  | Kingston            |
| Giappone                  | Miss Giappone                  | Yukimi Matsuo          | 26  | Kyoto               |
| Gran Bretagna             | Miss Gran Bretagna             | Amy Willerton          | 21  | Londra              |
| Grecia                    | Miss Grecia                    | Anastasia Sidiropoulou | 21  | Atene               |
| Guam                      | Miss Guam                      | Alixes Scott           | 18  | Tumon               |
| Guatemala                 | Miss Guatemala                 | Paulette Samayoa       | 23  | Città del Guatemala |
| Guyana                    | Miss Guyana                    | Katherina Roshana      | 24  | Georgetown          |
| Haiti                     | Miss Haiti                     | Mondiana Pierre        | 21  | Port-au-Prince      |
| Honduras                  | Miss Honduras                  | Diana Mendoza          | 26  | Tela                |
| India                     | Miss India                     | Manasi Moghe           | 22  | Mumbai              |
| Indonesia                 | Miss Indonesia                 | Whulandary Herman      | 26  | Giacarta            |
| Isole Vergini britanniche | Miss Isole Vergini britanniche | Sharie De Castro       | 22  | Tortola             |
| Israele                   | Miss Israele                   | Yityish Aynaw          | 22  | Netanya             |
| Italia                    | Miss Universo Italia           | Luna Voce              | 25  | Crotone             |
| Kazakistan                | Miss Kazakistan                | Aygerim Kozhakanova    | 19  | Almaty              |
| Libano                    | Miss Libano                    | Karen Ghrawi           | 22  | Beirut              |
| Lituania                  | Miss Lituania                  | Simona Burbaitė        | 21  | Vilnius             |
| Malaysia                  | Miss Malesia                   | Carey Ng               | 25  | Kuala Lumpur        |
| Mauritius                 | Miss Mauritius                 | Diya Beeltah           | 25  | Quatre Bornes       |
| Messico                   | Miss Méssico                   | Cynthia Duque          | 21  | Monterrey           |
| Namibia                   | Miss Namibia                   | Paulina Malulu         | 24  | Windhoek            |
| Nicaragua                 | Miss Nicaragua                 | Nastassja Bolívar      | 25  | Diriamba            |
| Nigeria                   | Miss Nigeria                   | Stephanie Okwu         | 19  | Imo State           |
| Norvegia                  | Miss Norvegia                  | Mari Chauhan           | 24  | Hamar               |
| Nuova Zelanda             | Miss Nuova Zelanda             | Holly Cassidy          | 22  | Auckland            |
| Paesi Bassi               | Miss Paesi Bassi               | Stephanie Tency        | 23  | Amsterdam           |
| Panama                    | Miss Panamá                    | Carolina Brid          | 23  | Veraguas            |
| Paraguay                  | Miss Paraguay                  | Guadalupe González     | 21  | Asunción            |
| Perù                      | Miss Perù                      | Cindy Mejía            | 26  | Lima                |
| Polonia                   | Miss Polonia                   | Paulina Krupińska      | 26  | Varsavia            |
| Porto Rico                | Miss Porto Rico                | Monic Pérez            | 23  | Arecibo             |
| Repubblica Ceca           | Miss Repubblica Ceca           | Gabriela Kratochvilová | 23  | Chotěboř            |
| Repubblica Dominicana     | Miss Repubblica Dominicana     | Yaritza Reyes          | 19  | Santo Domingo       |
| Romania                   | Miss Romania                   | Roxana Andrei          | 26  | Târgoviște          |
| Russia                    | Miss Russia                    | Elmira Abdrazakova     | 19  | Mezhdurechensk      |
| Serbia                    | Miss Serbia                    | Ana Vrcelj             | 20  | Belgrado            |
| Singapore                 | Miss Singapore                 | Shi Lim                | 25  | Bukit Batok         |
| Slovacchia                | Miss Slovacchia                | Jeanette Borhyová      | 21  | Ivanka pri Dunaji   |
| Slovenia                  | Miss Slovenia                  | Nina Đurđević          | 22  | Maribor             |
| Spagna                    | Miss Spagna                    | Patricia Rodríguez     | 23  | Canarie             |
| Sri Lanka                 | Miss Sri Lanka                 | Amanda Rathnayake      | 23  | Colombo             |
| Stati Uniti d'America     | Miss USA                       | Erin Brady             | 26  | Connecticut         |
| Sudafrica                 | Miss Sudafrica                 | Marilyn Ramos          | 22  | Klerksdorp          |
| Svezia                    | Miss Svezia                    | Alexandra Friberg      | 19  | Stoccolma           |
| Svizzera                  | Miss Svizzera                  | Dominique Rinderknecht | 24  | Zurigo              |
| Tanzania                  | Miss Tanzania                  | Betty Boniphace        | 20  | Dar es Salaam       |
| Thailandia                | Miss Thailandia                | Chalita Yaemwannang    | 25  | Bangkok             |
| Trinidad e Tobago         | Miss Trinidad e Tobago         | Catherine Miller       | 21  | Port of Spain       |
| Turchia                   | Miss Turchia                   | Berrin Keklikler       | 19  | Istanbul            |
| Turks e Caicos            | Miss Turks e Caicos            | Snwazna Adams          | 27  | Providenciales      |
| Ucraina                   | Miss Ucraina                   | Olga Storozhenko       | 21  | Vinnycja            |
| Ungheria                  | Miss Ungheria                  | Rebeka Kárpáti         | 19  | Budapest            |
| Venezuela                 | Miss Venezuela                 | Gabriela Isler         | 25  | Valencia            |
| Vietnam                   | Miss Vietnam                   | Trương Thị May         | 25  | Ho Chi Minh City    |

### Debutti
- Azerbaigian

### Ritorni
- Ultima partecipazione nel 1961: 
  -  Birmania (come Burma)
- Ultima partecipazione nel 2004: 
  -  Austria
- Ultima partecipazione nel 2011: 
  -  Kazakistan
  -  Slovenia
  -  Turks e Caicos

### Ritiri
- Albania: Fioralba Dizdari si è ritirata per motivi politici.[96]
- Cipro: La data di Star Cyprus 2013 non era compatibile con Miss Universo.
- Georgia: Janeta Kerdikoshvili si è ritirata per motivi di salute.
- Irlanda
- Isole Cayman: Nessun concorso.
- Kosovo: Mirjeta Shala si è ritirata per motivi politici.
- Montenegro: Nikoleta Jovanović non ha potuto partecipare per questioni anagrafiche.
- Saint Lucia: Nessun concorso.
- Uruguay: Micaela Orsi si è ritirata per problemi col passaporto.

### Sostituzioni
- Canada: Denise Garrido era stata incoronata Miss Universo Canada 2013, ma dopo che si è scoperto che c'erano stati dei problemi legati al conteggio dei voti, è stata incoronata la seconda classificata Riza Santos.[97][98]
- Serbia: Nikolina Bojic era stata incoronata Miss Serbia 2013, ma è stata squalificata dopo che si è scoperto che era sposata. Aleksandra Doknic ha preso il suo posto.[99]

### Designazioni
- Austria: Doris Hofmann è stata scelta per rappresentare l'Austria, in quanto seconda classificata a Miss Austria 2013.[100]
- Azerbaigian: Aysel Manafova è stata scelta per rappresentare l'Azerbaigian direttamente da Aras Agalarov, organizzatrice del concorso.
- Danimarca: Cecilia Iftikhar è stata scelta per rappresentare la Danimarca da Lene Memborg, organizzatrice del concorso.
- Francia: Hinarani de Longeaux è stata scelta per rappresentare la Francia, in quanto seconda classificata a Miss Francia 2013.
- Germania: Anne-Julia Hagen è stata scelta per rappresentare la Germania in seguito ad un casting. In precedenza era stata Miss Germania 2010.
- Grecia: Anastasia Sidiropoulou è stata scelta per rappresentare la Grecia da Vassilis Prevelakis, organizzatrice del concorso. Anastasia era stata nominata in precedenza Miss Young 2010 (Miss Teen Grecia).[101]
- Kazakistan: Aygerim Kozhakanova è stata scelta per rappresentare il Kazakistan. In passato aveva partecipato a Miss Kazakistan 2012.
- Vietnam: Truong Thi May è stata scelta per rappresentare il Vietnam da Unicorp, titolare dei diritti di Miss Universo Vietnam.[95]

### Crossover
Le concorrenti che in precedenza hanno partecipato ad altri concorsi.
Miss Mondo
- 2008:  Spagna - Patricia Rodríguez (Top 15)
- 2009:  Giamaica - Kerrie Baylis
- 2011:  Canada - Riza Santos (Top 30)
- 2013:  Belgio - Noémie Happart (Top 20)
- 2013:  Libano - Karen Ghrawi
- 2013:  Namibia - Paulina Malulu
- 2013:  Russia - Elmira Abdrazakova
- 2013:  Sudafrica - Marilyn Ramos

Miss International
- 2008:  Italia - Luna Voce
- 2012:  Namibia - Paulina Malulu (Top 15)

Miss Terra
- 2006:  Canada - Riza Santos (Miss Photogenic))
- 2009:  Italia - Luna Voce
- 2011:  Danimarca - Cecilia Iftikhar
- 2012:  Costa Rica - Fabiana Granados (Top 16 e Miss Swimsuit)

Top Model of the World
- 2011:  Italia - Luna Voce (Vincitrice)

Miss Globe International
- 2012:  Brasile - Jakelyne Oliveira (Vincitrice)
- 2012:  Estonia - Kristina Karjalainen (Top 10)  Finlandia

Miss Tourism World
- 2012:  Mauritius - Diya Beeltah

Miss Atlántico Internacional
- 2012:  Paraguay - Guadalupe González (Best national costume e Best presence)

Miss Tourism International
- 2011:  Panama - Carolina Brid (2ª classificata)

Miss Asia Pacific World
- 2011:  Regno Unito - Amy Willerton   Galles

Miss Global Teen
- 2010:  Bolivia - Alexia Viruez

Miss Continente Americano
- 2012:  Costa Rica - Fabiana Granados (Top 6 e Most beautiful face)
- 2012:  Perù - Cindy Mejía

Reina Hispanoamericana
- 2011:  Cile - María Jesús Matthei (2ª classificata)
- 2011:  Perù - Cindy Mejía
- 2012:  Bolivia - Alexia Viruez (2ª classificata)
- 2013:  Paraguay - Guadalupe González (6ª classificata)
- 2013:  Rep. Dominicana - Yaritza Reyes (2ª classificata)

Reinado Internacional del Café:
- 2012:  Costa Rica - Fabiana Granados (Queen of police)

Miss Panamerican:
- 2012:  Costa Rica - Fabiana Granados (2ª classificata e Best body)

Nuestra Belleza Latina
- 2011:  Nicaragua - Nastassja Bolivar (Vincitrice)

Miss Beauty of The World
- 2013:  Svezia - Alexandra Friberg (Vincitrice)

Miss Caribbean World
- 2013:  Isole Vergini Britanniche - Sharie De Castro (Vincitrice)

Miss Latinoamérica
- 2012:  Paraguay - Guadalupe González

Asian Top Model
- 2010:  Indonesia - Whulandary Herman (Vincitrice)

International Top Model of the Year
- 2009:  Indonesia - Whulandary Herman (4ª classificata e Best catwalk)

Miss Teen World
- 2011:  Grecia - Anastasia Sidiropoulou (Vincitrice)

Miss Teenager Universe
- 2010:  Curaçao - Eline de Pool (2ª classificata)

Miss India Worldwide
- 2013:  Guyana - Katherina Roshana

## Controversie
Il 15 agosto 2013, Andy Cohen, che è apertamente gay, ha rifiutato di condurre il concorso, a causa dell'adozione della Russia di leggi anti-gay. 
È stata inoltre organizzata una petizione rivolta a Miss Universe Organization affinché il concorso venisse spostato in un'altra nazione, per le stesse ragioni.
Il conduttore della MSNBC Thomas Roberts, anche lui apertamente gay, ha invece accettato il ruolo di conduttore. Benché abbia criticato la Russia per l'istituzione delle leggi anti-gay, ha dichiarato che la sua presenza in Russia sarebbe stato un segnale più forte contro l'omofobia rispetto al boicottaggio. In ogni caso, durante il concorso non è stato fatto alcun riferimento alle leggi anti-gay russe.